# Keith Stewart (baron Stewart de Dirleton)
Pour les articles homonymes, voir Keith Stewart et Stewart.
Keith Douglas Stewart, né le 31 octobre 1965, est un avocat britannique spécialisé en droit pénal. Il est nommé avocat général pour l'Écosse le 15 octobre 2020 succédant à Richard Keen qui a démissionné à la suite du projet de loi sur le marché intérieur du Royaume-Uni.

## Biographie
Lord Stewart fréquente l'école primaire de Dirleton et l'école George Heriot avant d'obtenir un diplôme en anglais au Keble College, Oxford. Il obtient son LLB à l'Université d'Édimbourg et son diplôme à l'Université de Strathclyde.
Il est admis au barreau en 1993 et nommé conseiller de la reine en 2011.
Stewart est nommé avocat général pour l'Écosse le 15 octobre 2020 après que le poste soit resté vacant pendant un mois. Il est créé baron Stewart de Dirleton, de Dirleton dans le comté d'East Lothian, le 6 novembre 2020, et est présenté à la Chambre des lords le 9 novembre 2020.